# スマホ脳
スマホ脳（スマホのう）は、アンデシュ・ハンセンによって書かれた書籍。原題はSkärmhjärnanで、2019年刊行。

## 概要
邦訳は2020年11月、新潮社より刊行された。
原著はスウェーデンで出版され、世界13か国以上で翻訳される。
スマートフォンは最新のドラッグであるとする。スマートフォンを所持することで集中力や睡眠時間が減少する。
テレビ番組の世界一受けたい授業で取り上げられる。その時期であったアマゾンの3月7日-3月13日の「ビジネス・経済書」ランキングで1位となる。
2021年5月、オリコンによる上半期本ランキング形態別「新書」で1位。日本出版販売とトーハンによる上半期ベストセラーランキング「新書・ノンフィクション部門」でも1位となる。
オリコンの調べで、2020年11月23日-2021年11月21日までの書籍のベストセラーランキングで1位となる。
2021年12月、書店新風会による第56回「新風賞」を受賞。